# Hemitriakis indroyonoi
Hemitriakis indroyonoi es una especie de elasmobranquio carcarriniforme de la familia Triakidae.